# NGC 2349
NGC 2349 é um aglomerado aberto na direção da constelação de Monoceros. O objeto foi descoberto pela astrônomo Caroline Herschel em 1783, usando um telescópio refletor com abertura de 4,2 polegadas. 